# Luneplate
Luneplate este o arie protejată (arie de protecție specială avifaunistică — SPA) din Germania întinsă pe o suprafață de 940 ha, integral pe uscat.

## Localizare
Centrul sitului Luneplate este situat la coordonatele 53°36′00″N 8°31′30″E / 53.6°N 8.525°E.

## Înființare
Situl Luneplate a fost declarat arie de protecție specială avifaunistică în iulie 2011 pentru a proteja 22 de specii de animale.

## Biodiversitate
Situată în ecoregiunea atlantică, aria protejată nu include niciun habitat protejat.
La baza desemnării sitului se află mai multe specii protejate de  păsări (22): lăcar-de-rogoz (Acrocephalus schoenobaenus), ciocârlie-de-câmp (Alauda arvensis), rață lingurar (Anas clypeata), rață mică (Anas crecca crecca), rață fluierătoare (Anas penelope), Anser albifrons albifrons, gâscă cenușie (Anser anser), Branta leucopsis, prundaș gulerat mare (Charadrius hiaticula), erete de stuf (Circus aeruginosus), erete vânăt (Circus cyaneus), egretă albă (Egretta alba), sitar de mal nordic (Limosa lapponica), Locustella naevia, Luscinia svecica cyanecula, ploier auriu (Pluvialis apricaria), ciocântors (Recurvirostra avosetta), mărăcinar (Saxicola rubetra), fluierar negru (Tringa erythropus), fluierar de mlaștină (Tringa glareola), fluierarul cu picioare roșii (Tringa totanus), nagâț (Vanellus vanellus).